# مايدان رادلينسكي
مايدان رادلينسكي ( 
تُلفظ بالبولندية: ‎[ˈmajdan raˈdlij̃skʲi]‏ هي قرية في التقسيم الإداري في بورجاخوف في مقاطعة لوبلان في محافظة لوبلين في شرق بولندا.  تقع على بعد حوالي 7 كيلومتر (4 ميل) جنوب غرب بورجاخوف و 33 كيلومتر (21 ميل) جنوب غرب العاصمة الإقليمية لوبلين.